# Бавовноносець (тип кораблів)
«Бавовноносці» (англ. cottonclads) по аналогії з броненосцями (англ. ironclads) — неформальна назва імпровізованих парових таранів, які використовувались під час Громадянської війни у США. Це були дерев'яні кораблі, які від ворожого вогню захищали викладені вздовж бортів тюки з бавовною. Використовувались переважно флотом Конфедерації для річкових та прибережних операцій, таких як битви при Мемфісі та Гальвестоні. Тактика використання таких кораблів конфедератами зазвичай передбачала атаку на повній швидкості кораблів Союзу, які мали значно сильніше артилерійське озброєння. При цьому захист, який забезпечували тюки з бавовною, зменшував ефективність ворожого вогню та дозволяв наблизитися впритул до ворога для нанесення таранного удару чи абордажу.

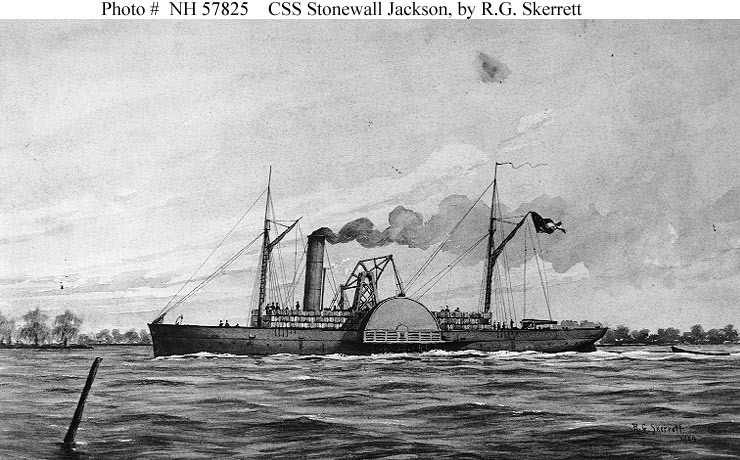
CSS Stonewall Jackson
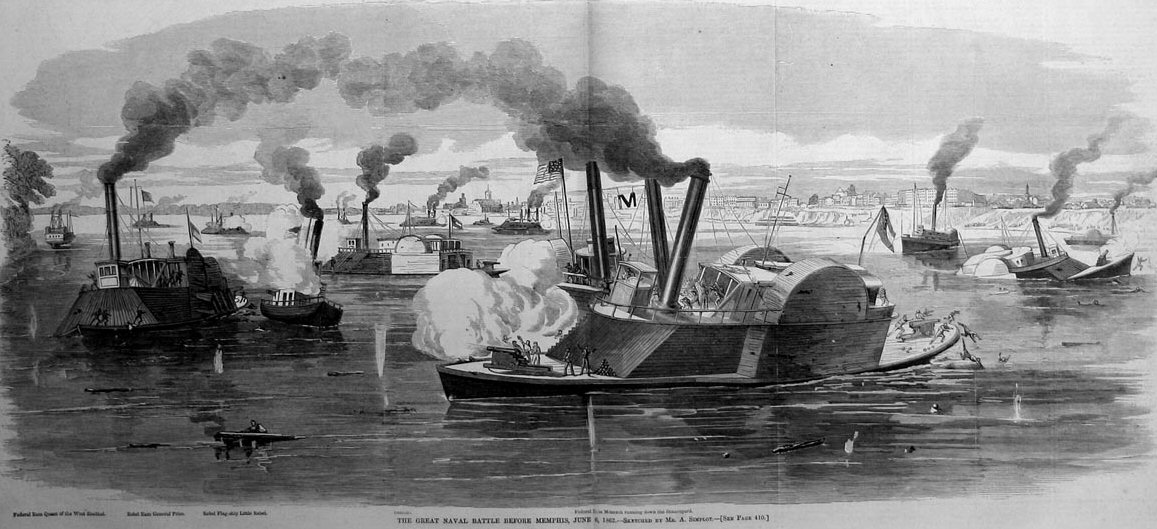
другий зліва - CSS General Sterling Price; третій зліва CSS Little Rebel; у центрі на передньому плані USS Monarch таранить CSS Beauregard
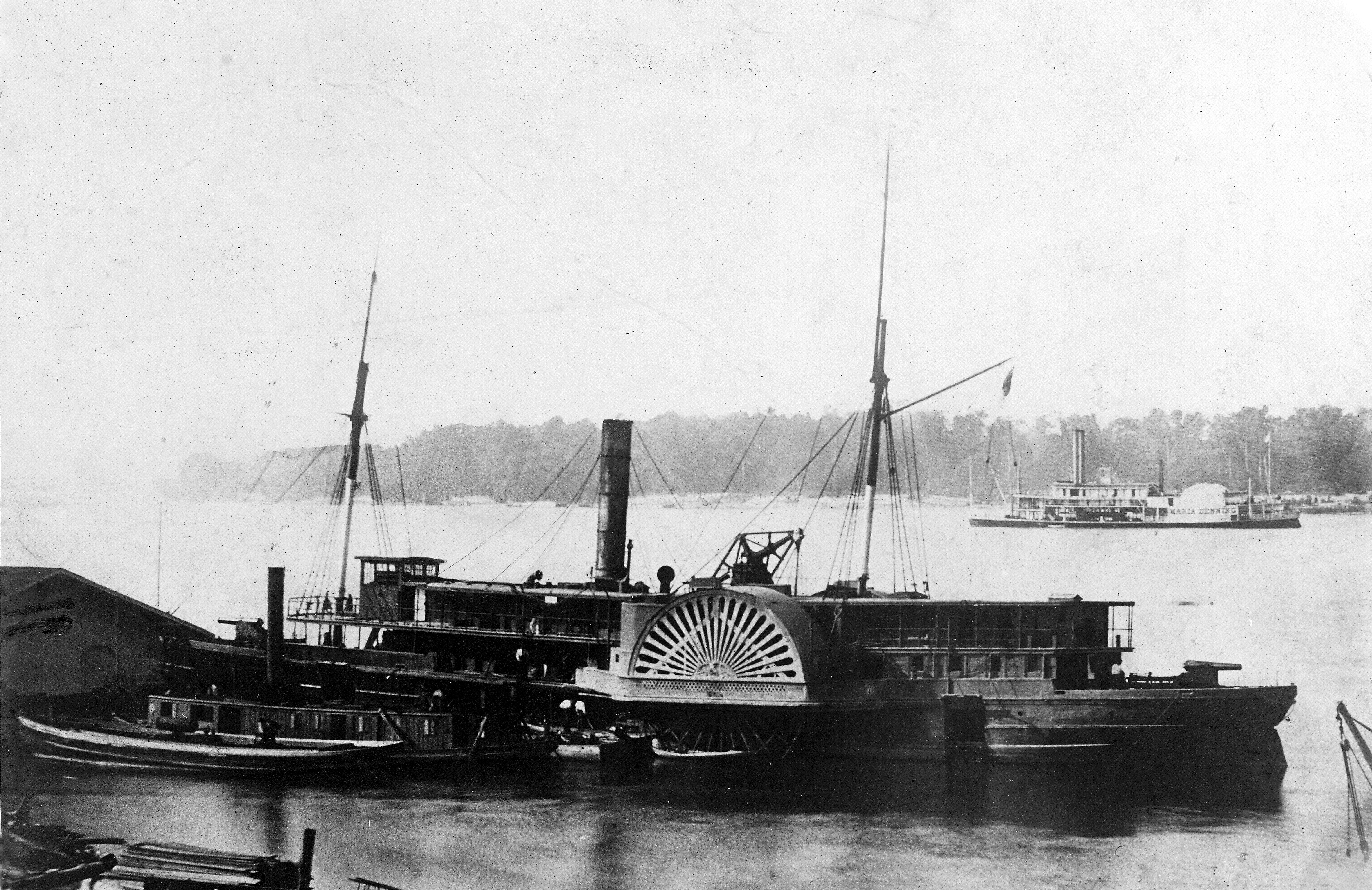
(колишній CSS) USS General Bragg, імовірно сфотографований у Кейро, Іллінойс, 1862–63.
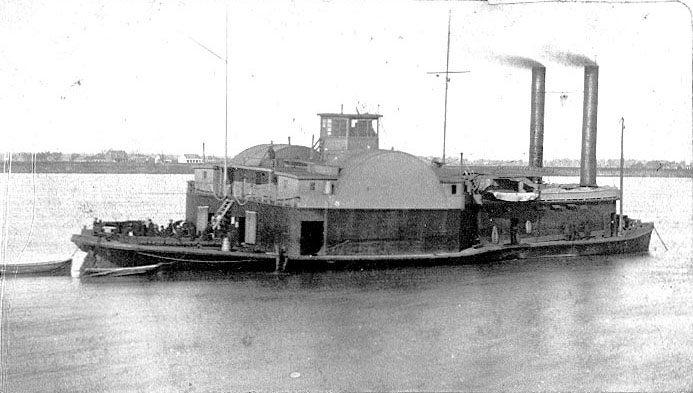
(колишній CSS) USS General Price поблизу Батон-Руж, Луїзіана, 18 січня 1864